# 7421-es mellékút (Magyarország)
A 7421-es számú mellékút egy 4,5 kilométer hosszú, négy számjegyű országos közút Magyarország délnyugati határszélén. A Zala vármegyei Lenti térsége és a Csesztregtől nyugatra fekvő települések összekapcsolását szolgálja, ez utóbbi település elkerülésével, illetve szerepe van a magyar-szlovén határforgalom elvezetésében is.

## Nyomvonala
A 7418-as útból ágazik ki, annak 7,400-as kilométerszelvénye közelében, Resznek és Baglad határán, északnyugat felé. Alig több mint 200 méteren át halad csak a két település határvonalán, ott keresztezi a Nagy-völgyi-patakot, majd Nemesnép és Resznek határát kezdi követni. Valamivel kevesebb, mint 500 méter után ér teljesen Nemesnép területére, északi irányba fordulva. A falu házait 3,2 kilométer után éri el, ott már ismét északnyugati irányban haladva, majd a Szentgyörgyvölgyi-patak folyásának keresztezését követően, 3,6 kilométer után ki is lép a község belterületéről.
3,8 kilométer megtételét követően egy elágazáshoz érkezik: a 7421-es számozást az innen északkeleti irányba folytatódó út viszi tovább, délnyugatnak pedig a 74 211-es út indul: ez egyrészt Lendvajakabfa felé biztosít összeköttetést, másrészt Márokföld és Szentgyörgyvölgy déli külterületein keresztül a Szentgyörgyvölgy–Kebeleszentmárton határátkelőhöz vezet; a határ átlépése után pedig szlovén területen 439-es számozással folytatódik egészen Dobronak városáig.
Az említett elágazástól a 7421-es út még szűk egy kilométert húzódik északkeleti irányba, majd a 7423-as útba torkollva ér véget, annak 4+750 kilométerszelvénye közelében. Teljes hossza, az országos közutak térképes nyilvántartását szolgáló kira.gov.hu adatbázisa szerint 4,507 kilométer.